# بيتر كروغ
بيتر كروغ (بالإنجليزية: Peter Krogh)‏ هو مصور أمريكي، ولد في 9 نوفمبر 1960.